# Kärdu (Lümanda)
Kärdu – wieś w Estonii, w prowincji Sarema, w gminie Lümanda.